# Tillandsia bulbosa
Tillandsia bulbosa Hook. es una especie de planta epífita dentro del género  Tillandsia, perteneciente a la  familia de las bromeliáceas. 

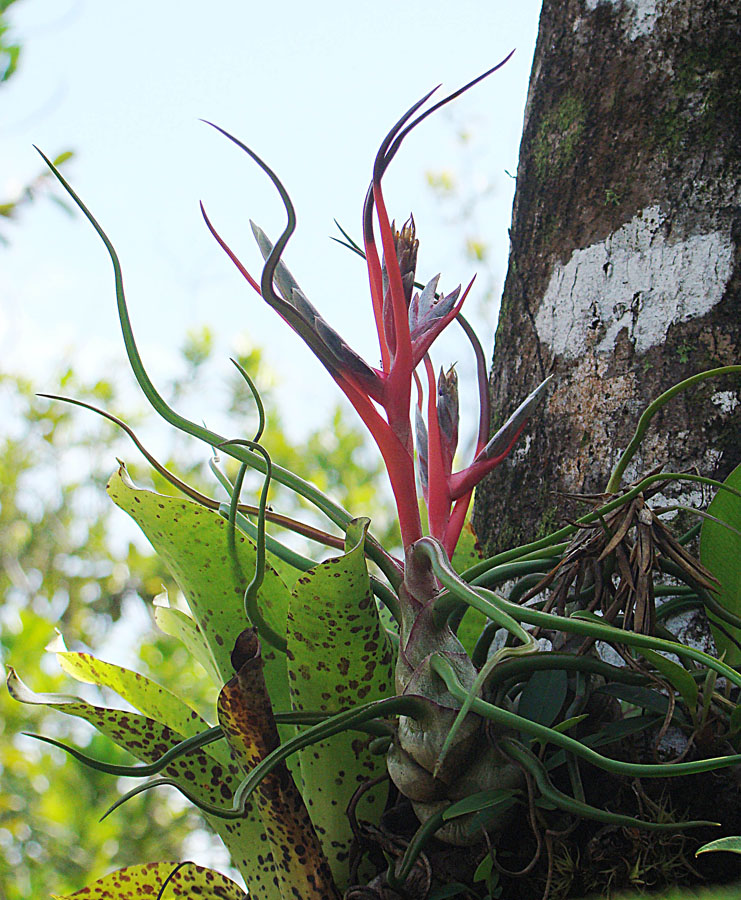
Vista de la planta

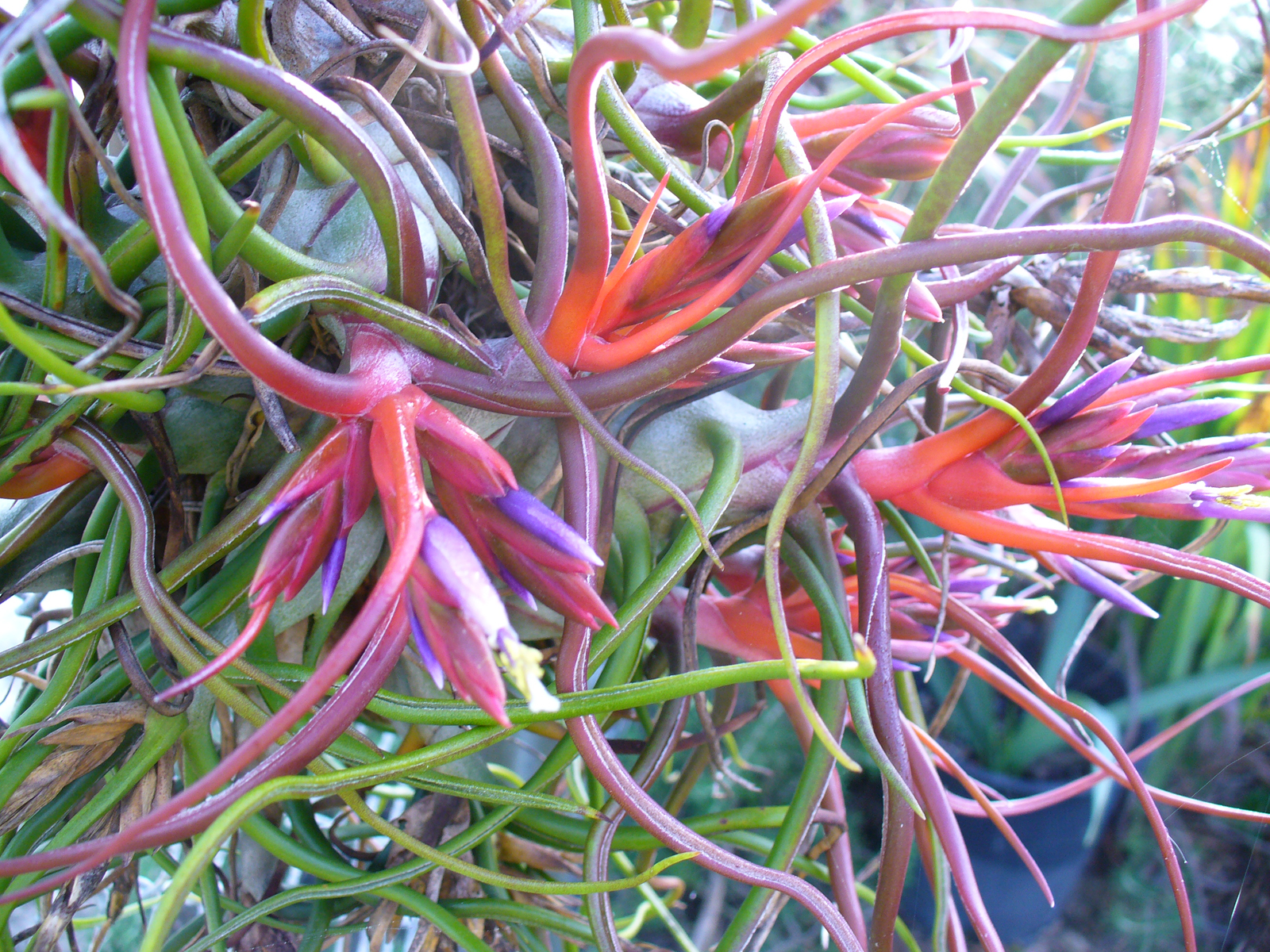
Flores

## Descripción
Son plantas acaulescentes, que alcanzan un tamaño de hasta 25 cm de alto. Hojas 8–18 (–24) cm de largo; vainas 2–4.2 cm de ancho, café pálidas frecuentemente matizadas de púrpura distalmente, indumento adpreso- a subpatente-lepidoto denso; láminas involuto-subuladas, 0.2–0.5 (–0.8) cm de ancho, indumento café pálido- a cinéreo-lepidoto denso. Escapo extendiéndose 3–10 cm más allá del pseudobulbo, brácteas foliáceas con vainas abrazadoras y ocultando al escapo; inflorescencia (simple) cortamente pinnada a digitado compuesta, erecta, brácteas primarias más cortas a más largas que las espigas; espigas 2.5–5 (–7) cm de largo, con 3–6 (–8) flores, brácteas florales 1.2–1.5 cm de largo, más largas que los sépalos, erectas a divergentes, carinadas o ecarinadas, finamente nervadas, densamente pálido-lepidotas, cartáceas, flores sésiles; sépalos 1–1.4 cm de largo, los 2 posteriores carinados y libres a connados por más de la 1/2 de su longitud, libres del sépalo anterior; pétalos azules o violetas. Cápsulas 3.2–4.2 cm de largo.

## Distribución
Es una planta epifita  natural de América tropical, desde México para el Caribe y el norte de América del Sur.

## Cultivares
- Tillandsia 'Canina'[3]
- Tillandsia 'Chanza'[3]
- Tillandsia 'First Born'[3]
- Tillandsia 'Hyde's Silver'[3]
- Tillandsia 'Joel'[3]
- Tillandsia 'June Bug'[3]
- Tillandsia 'Kacey'[3]
- Tillandsia 'Mark Goddard'[3]
- Tillandsia 'Rechoncho'[3]
- Tillandsia 'Royal Sceptre'[3]
- Tillandsia 'Showtime'[3]
- Tillandsia 'Timm's Twister'[3]
- Tillandsia 'Veteran'[3]

## Taxonomía
Tillandsia bulbosa fue descrita por William Jackson Hooker y publicado en Exotic Flora 3: t. 173. 1825.
Etimología
Tillandsia: nombre genérico que fue nombrado por Carlos Linneo en 1738 en honor al médico y botánico finlandés Dr. Elias Tillandz (originalmente Tillander) (1640-1693).
bulbosa: epíteto latíno que significa "con bulbos"
Sinonimia
- Platystachys bulbosa (W.J.Hooker) Beer
- Platystachys erythraea (Lindl. & Paxton) Beer
- Platystachys inanis (Lindl. & Paxton) Beer
- Pourretia hanisiana E. Morren ex E. Morren
- Tillandsia bulbosa W.J.Hooker
- Tillandsia bulbosa f. alba Takizawa
- Tillandsia bulbosa var. brasiliensis Schult. f.
- Tillandsia bulbosa var. picta W.J.Hooker
- Tillandsia erythraea Lindl. & Paxton
- Tillandsia inanis Lindl. & Paxton
- Tillandsia pumila Griseb.
- Tillandsia pumila Lindl. & Paxton[5]